# (1377) Roberbauxa
(1377) Roberbauxa ist ein Asteroid des Hauptgürtels, der am 14. Februar 1936 vom französischen Astronomen Louis Boyer in Algier entdeckt wurde.
Der Name des Asteroiden ist vom französischen Ingenieur Roberbaux abgeleitet.